# Meys
Meys este o comună în departamentul Rhône din sud-estul Franței. În 2009 avea o populație de 680 de locuitori.

## Evoluția populației
| An        | 1975 | 1982 | 1990 | 1999 | 2006 | 2009 |
| --------- | ---- | ---- | ---- | ---- | ---- | ---- |
| Populație | 563  | 544  | 592  | 637  | 670  | 680  |